# 美亞 (足球員)
施度美亞·米贊奴域（在香港簡稱美亞，1980年1月17日—），生於南斯拉夫尼克希奇，黑山足球運動員，司職後衛，現時擔任車路士足校學校 (香港)教練及效力香港甲組聯賽球隊東昇。
美亞此名字是來自姓氏「米贊奴域」的頭兩個音，而非名字「施度美亞」的最後兩個字。

## 球員生涯
美亞生於前南斯拉夫尼克希奇，年僅8歲便加入塞爾維亞當地兒童職業聯賽球隊，直到17歲加盟黑山球會尼克希奇展開職業球員生涯。
2000年，美亞轉投塞爾維亞球會BASK貝爾格萊德。其後效力馬其頓球會樸比達及塞爾維亞球會澤蒙。
2006年，美亞首次出國發展，加盟中超球會長沙金德，效力兩個球季後返回塞爾維亞聯賽轉投科路巴拉。
2010/11年度球季，美亞加盟香港升班馬屯門。於2012年夏季轉投橫濱FC香港，不過由於球隊於2013/14年度球季打算主要借用母會橫濱FC的球員作為香港的外援，故沒有跟美亞續約。美亞於2013年6月加盟升班馬元朗，他在2015年5月2日一箭定江山協助元朗以1–0擊敗的南華。美亞在2016年8月回港擔任車路士足校學校 (香港)教練及加盟甲組球隊永義。

## 教練生涯
2016年8月23日，美亞回港擔任車路士足球學校(香港)教練團的一員負責日常訓練班的教學。

## 外部連結
- 香港足球總會網頁球員註冊資料 （页面存档备份，存于）